# Лаго-Пуэло
Лаго-Пуэло (исп. Lago Puelo) — город и муниципалитет в департаменте Кусамен провинции Чубут (Аргентина). Название города означает «озеро Пуэло».

## История
Населённый пункт был основан в 1928 году на берегу озера Пуэло. В 1971 году южнее города был образован национальный парк Лаго-Пуэло.